# Sveti Ivan Zelina
Sveti Ivan Zelina est une ville et une municipalité, située dans le comitat de Zagreb, en Croatie. Au recensement de 2001, la municipalité comptait 16 268 habitants, dont 98,38 % de Croates et la ville seule comptait 2 272 habitants.

## Localités
La municipalité de Sveti Ivan Zelina compte 62 localités :
| - Banje Selo - Berislavec - Biškupec Zelinski - Blaškovec - Blaževdol - Breg Mokrički - Brezovec Zelinski - Bukevje - Bukovec Zelinski - Bunjak - Curkovec - Črečan - Donja Drenova - Donja Topličica - Donja Zelina - Donje Orešje | - Donje Psarjevo - Dubovec Bisaški - Filipovići - Goričanec - Goričica - Gornja Drenova - Gornja Topličica - Gornje Orešje - Gornje Psarjevo - Gornji Vinkovec - Hrastje - Hrnjanec - Kalinje - Keleminovec - Kladešćica - Komin | - Krečaves - Križevčec - Laktec - Majkovec - Marinovec Zelinski - Mokrica Tomaševečka - Nespeš - Novakovec Bisaški - Novo Mjesto - Obrež Zelinski - Paukovec - Polonje - Polonje Tomaševečko - Prepolno - Pretoki - Radoišće | - Salnik - Selnica Psarjevačka - Suhodol Zelinski - Sveta Helena - Sveti Ivan Zelina - Šalovec - Šulinec - Šurdovec - Tomaševec - Velika Gora - Vukovje Zelinsko - Zadrkovec - Zrinšćina - Žitomir |